# Hilleria
Hilleria é um género botânico pertencente à família Phytolaccaceae.

## Espécies
- Hilleria elastica Vell.
- Hilleria latifolia H.Walter
- Hilleria longifolia Heimerl
- Hilleria meziana H.Walter
- Hilleria secunda H.Walter
- Hilleria subcordata Standl. & L.O.Williams